# Królewo (gmina)
Królewo (1945–46 i od 1973 Morąg) – dawna gmina wiejska istniejąca w latach 1946–1954 w woj. olsztyńskim (jej dawny obszar należy obecnie do woj. warmińsko-mazurskiego). Siedzibą władz gminy było Królewo (niem. Königsdorf).
Gmina Królewo powstała 4 maja 1946 w powiecie morąskim na obszarze okręgu mazurskiego, na terenie tzw. Ziem Odzyskanych, w związku z przeniesieniem siedziby gminy Morąg do Królewa i zmianą nazwy jednostki na gmina Królewo. 28 czerwca 1946 gmina weszła w skład nowo utworzonego woj. olsztyńskiego. 
GWedług stanu z 1 lipca 1952 roku gmina była podzielona na 14 gromad: Chojnik, Dobrocinek, Gulbity, Jurki, Kalnik, Kamionka, Królewo, Łączno, Markowo, Niebrzydowo Wielkie, Nowy Dwór, Rolnowo, Strużyna i Złotna.
Gmina została zniesiona 29 września 1954 wraz z reformą wprowadzającą gromady w miejsce gmin. Jednostki nie przywrócono 1 stycznia 1973 po reaktywowaniu gmin.